# AMP Technical Services DSR-1
DSR-1 là súng bắn tỉa sử dụng hệ thống khóa nòng trượt được chế tạo bởi công ty DSR-Precision GmbH của Đức và được bán bởi công ty AMP Technical Services của Đức đến năm 2004 như một loại súng bắn tỉa dành cho lực lượng cảnh sát. Nó được sử dụng bởi lực lượng chống khủng bố GSG 9 của Đức và một số lực lượng đặc nhiệm cũng như lực lượng bảo vệ các cơ quan quan trọng tại châu Âu.

## Thiết kế
DSR-1 sử thiết kế bullpup và nòng súng gắn một cách tự do. nó có hệ thống chân chống chữ V gắn vào thanh răng phía trên thân súng. Báng súng của nó có thể điều chỉnh độ dài và độ cao phù hợp cho xạ thủ. DSR-1 có một khe gắn băng đạn dự phòng nằm ở phía trước cò súng để tiện cho việc nạp lại đạn trong thời gian ngắn cũng như không phải cất băng đạn đó trong người giúp có thể tiết kiệm không gian và mang theo nhiều đạn hơn. Khoang chứa đạn của loại súng này có 6 móc để khóa viên đạn cố định vào vị trí. Nòng súng được bao ngoài bởi một ống lưới bằng nhôm và nòng súng có tích hợp bộ phận chống giật ở phía đầu. Nòng súng cũng có thể gắn thêm một ống hãm thanh.

## Biến thể
DSR-1 có biến thể là DSR-1 Subsonic sử dụng loại đạn cận âm 7.62x51mm NATO hay .308 Winchester. Nòng của Subsonic bị rút lại chỉ còn 310 mm. Rãnh xoán trong nòng súng dài 8 inch để ổn định đường đạn cho các loại đạn cận âm hạng nặng. Sức mạnh của thuốc súng được sử dụng để chỉ đẩy viên đạn đi trong vận tốc (300 m/s - 320 m/s) gần nhưng không vượt tốc độ âm thanh (~ 340 m/s). Việc chỉ sử dụng loại đạn cận âm là vì bất cứ vật gì khi vượt tường âm thanh sẽ có hiện tượng bị rung có thể giảm độ chính xác vì độ rung khiến nó bay chệch hướng và với hàng loạt sóng chấn động liên tục do việc run gây ra có thể làm viên đạn bị rạng nứt khiến sức công phá giảm đi đáng kể đặc biệt là khi nó cần phải xuyên qua vật cản để đến mục tiêu. Nhà sản xuất đã tuyên bố chế tạo loại đạn cận âm riêng dành cho DSR-1 Subsonic.
DSR-50 Sniper Rifle là súng bắn tỉa công phá sử dụng thiết kế của DSR-1. Nó có hệ thống chống xốc ở báng súng cũng như bộ phận chống giật lớn ở đầu nòng súng để giúp giảm độ giật tác động vào xạ thủ khi bắn do loại đạn .50 BMG (12.7x99mm NATO) gây ra khi bắn.